# Городище (Корочанский район)
Городище — село Корочанского района Белгородской области Российской Федерации. Входит в составе Проходенского сельского муниципального поселения.

## География
Село расположено в срединной части региона, в лесостепной зоне, в пределах Среднерусской возвышенности, у автомобильной дороги регионального значения 14К-1 «Белгород—Павловск».

### Уличная сеть
В селе имеется три улицы: ул. Вершина; ул. Заяр; ул. Субботовка.

### Географическое положение
Расстояние по автотрассе до областного центра Белгорода — 39 км, до районного Корочи — 15,5 км. Ближайшие населённые пункты: Прудки — 1 км, Алексеевка — 2 км, Проходное — 3 км, Мазикино — 5 км, Афанасово — 7 км.

### Климат
Климат характеризуется как умеренно континентальный, с относительно мягкой зимой и тёплым продолжительным летом. Среднегодовая температура воздуха — 6 °C. Средняя температура воздуха самого холодного месяца (января) — −8,2 °C; самого тёплого месяца (июля) — 20,1 °C. Безморозный период длится 155 дней. Годовое количество атмосферных осадков составляет 452 мм, из которых 326 мм выпадает в период с апреля по октябрь. Снежный покров держится в течение 102 дней.

## История
Даты, события, факты
- 1646 — 1720 гг. — Городище (Старое Городище), деревня Дворцовой (посопной) волости Белгородского уезда, затем в Саженском стане, впервые упоминается в историческом источнике «Писцовой книге 1646 года», в нём служилые люди, «испомещённые за службу землёй». Старое Городище, также, упоминается в документах по Корочанскому уезду в 1653 г. (См.: «Окладная книга»), 1658 г. (см.: Список служилых людей), 1694 г. (см.: «Сборная книга хлеба, денег» и др.), 1720-е гг. (см.: «Табели/ведомости по итогам переписи»)[6].
- 1862 — По сведениям Центрального Статистического комитета МВД на 1862 год, значится: — Городище, хутор казённый, «в Корочинском въезжем лесе, при Бирюкове логе»; число дворов −24; число жителей — 193 чел., из них 93 чел. муж. пола, 100 чел. жен. пола"[7].
- 1885 — Земская подворная перепись показывает: "Корочанского уезда Ново-Слободской волости хутор Городище. Число дворов — 55, жителей — 417 чел., в том числе 216 муж. пола и 201 жен. пола; грамотных 17 мужиков и 2 учащихся мальчика (школа в полуверсте от хутора); у хуторян — 93 рабочих лошади с 16 жеребятами, 96 коров с 111 телятами, 81 овца, полсотни свиней; — 2 «промышленных заведения» и кабак.
- 1890 — согласно статическим данным в хуторе Городище — 460 жителей (232 муж., 228 жен.).
- 1914 — Экономический обзор Курской губернии за 1914 год сообщает о наличии в хуторе Городище производства войлочных изделий (войлока, валенок, подхомутников и пр.)[8].
- 1904 — Корочанское уездное земство дало средства на постройку в с. Городище начальной четырёхклассной школы, деревянное здания на кирпичном фундаменте выстроено на окраине села к 14 октября того же года.
- 1928 — избран Городищенский Совет народных депутатов (сельсовет) (1 село) в составе Корочанского района.
- 1931 — создано коллективное хозяйство — колхоз «Зелёный гай», в котором объединились земледельцы села.
- 1941—1945 — в период Великой Отечественной войны из Городища в действующую армию было призвано 200 чел., из них, в боях погибли, либо пропали без вести 96 чел.[9].
- 1946 — неурожайный год стал тяжёлым испытанием для селян, но благодаря «помощи колхоза, выдавшего каждому жителю по два пуда (32 кг) зерна, умерших от голода в Городище оказалось немного».
- 1949 — колхоз «Зеленый гай» обеспечен сельскохозяйственной техникой: комбайнами и тракторами.
- 1950 — по решению советского правительства, проводившего по всей стране укрупнение колхозов[10], три коллективных хозяйства «Зеленый гай», «Пионер» и им. Потребкооперации, были объединены, включены в состав укрупнённого сельскохозяйственного предприятия — колхоз имени М. В. Фрунзе (с. Проходное).
- 1955 — старое школьное здание по просьбе сельчан перенесено в центр села.
- 1973 — колхоз имени М. В. Фрунзе присоединили к соседнему — алексеевскому колхозу «Рассвет» (ныне — СПК «Рассвет»).
- 1991 — село Городище «добровольно вошло» в состав Алексеевского сельсовета Алексеевского сельского округа[11].
- 2004, 20 декабря — с этого дня, на основании Закона Белгородской области № 159/Ст._4, село Городище входит в состав — Проходенского сельского муниципального поселения, в границах которого 5 населённых пунктов, сёла: Проходное, Прудки, Городище и два хутора Пожарный и Резниково[12].

## Население
| 2002 | 2010 |
| ---- | ---- |
| 412  | ↘386 |

### Историческая численность населения
Согласно статистическим сведения 1862 года, в селе значится 193 чел. жителей. По данным Земской подворной переписи 1885 года — 417 чел. жит. Всесоюзная перепись населения СССР 1979 года насчитала 521 чел. жит., следующая Перепись населения СССР (1989) — 413 чел. жит.; по переписи 1997 года — 359 чел. жит..

## Инфраструктура
Развито сельское хозяйство.

## Транспорт
С областным центром — Белгородом и районным — Корочей, село Городище связано автобусным сообщением, несколькими маршрутами, проходящими через Проходное: № № 128, № 121, № 122, 123, 124, 125, а также № 207 «Проходное—Белгород (Энергомаш)», осуществляемым ООО «Корочанское ПАТП».